# Эрзи
Государственный природный заповедник «Эрзи» (ингуш. Аьрзи — «Орёл») — государственный природный заповедник, расположенный в Джейрахском и Сунженском районах Ингушетии, Россия.

## История
Заповедник учреждён 21 декабря 2000 года Постановлением Правительства РФ № 992 на территории части заказника федерального значения «Ингушский». Первоначально, площадь заповедника составляла 5 970 га. Охранная зона образована Постановлением Правительства Республики Ингушетия № 326 от 23.10.1999 г. Её площадь составляла 34 940 га (согласно Положению о государственном учреждении «Государственный природный заповедник „Эрзи“», утверждённому 20.12.2000 г. (с изменениями от 17.03.2005 г.)). В соответствии с распоряжением Правительства РФ № 1446-р от 3.10.2009 г., территория заповедника «Эрзи» расширена на 29322 га в Сунженском и Джейрахском районах Республики Ингушетия. Таким образом, территория указанного заповедника увеличилась почти в 6 раз и составляет 35 292 га.
В соответствии с чечено-ингушским соглашением об административной границе 26 сентября 2018 года Чечне отошла треть территории заповедника «Эрзи» в Сунженском районе, на которой планируется создание собственного заповедника «Даймокх». Соглашение вызвало массовые протесты местных жителей. Общественники и экологи опасаются, что в связи с этим из заповедника «Эрзи» будут исключены отошедшие Чеченской Республике территории. Минприроды прорабатывает вопрос об изменении границ заповедника «Эрзи».

## Географические сведения
Заповедник расположен на северном макросклоне Большого Кавказа, в Джейрахско-Ассинской котловине и прилегающих к ней с севера горах Скалистого хребта. Территория заповедника граничит с Чеченской Республикой, Северной Осетией, по Главному Кавказскому хребту — с Грузией.
Наиболее крупные реки на территории заповедника Асса и Армхи, которые относятся к бассейну реки Терек. Около трети территории занимают леса: на северных склонах гор имеются участки дубовых и буковых лесов, иногда с примесью клёна остролистного. В поймах рек произрастает облепиха, ива и серая ольха. Выше 1500 метров по склонам сосна крючковатая с примесью дуба, берёзы, граба, липы, рябины. Далее берёзовое криволесье с подлеском из рододендрона кавказского, а выше 2000 метров горные степи и луга, над которыми располагаются альпийские луга. Выше 3500 метров пояс ледников и снежников.

## Климат
Климат в заповеднике сухой и умеренно-теплый, а свыше высот 2000 м увлажнённый и холодный. Распределение осадков по сезонам и месяцам неравномерно. В теплый период года осадков в 2-2,5раза больше, чем в холодный. Самыми дождливые месяцы май-июнь, самые сухие — январь-февраль. Летом преобладают осадки в виде ливневых и грозовых дождей, обусловленных термическими восходящими потоками воздуха. Среднегодовая температура достигает 8-9°С. Средняя температура января −1,4ºС, июля +26,4ºС.

## Фауна
Фоновыми видами млекопитающих являются медведь, волк, кабан, лисица. Здесь обитают такие редкие виды как безоаровый козёл, серна, лесной кот, дагестанский тур, барсук; из птиц — кавказский улар, беркут, сапсан.

## Флора
Произрастает более 180 видов редких растений, в том числе многие эндемики Кавказа. Имеются уникальные природные объекты — массив сосны крючковатой, заросли облепихи.

## Архитектура
На территории заповедника расположен один из крупнейших башенных комплексов Ингушетии. Башенный комплекс находится на оконечности горного кряжа в Джейрахском ущелье и включает в себя 8 боевых, 2 полубоевые и 47 жилых башен, опоясанных каменными оборонительными стенами.
Боевые башни высотой до 30 метров, в своем основании квадратные (от 4,8 м до 5,8 м), в основном в пять этажей (одна 6-этажная) с пирамидально-ступенчатыми крышами. В одной из таких башен в XIX веке обнаружена бронзовая статуэтка в виде фигуры орла высотой 38 сантиметров, изготовленная в конце VIII века нашей эры, известная как «Орёл Сулеймана», ставшая национальным символом Республики.

## Туризм
На территории заповедника разработано 11 туристических маршрутов: 7 пеших и 4 автомобильных.